# Chrysopilus azurinus
Chrysopilus azurinus är en tvåvingeart som beskrevs av Frey 1954. Chrysopilus azurinus ingår i släktet Chrysopilus och familjen snäppflugor. Inga underarter finns listade i Catalogue of Life.